# Vencer el pasado
Vencer el Pasado (lit: Vencer o Passado) é uma telenovela mexicana produzida por Rosy Ocampo para a Televisa, exibida de 12 de julho a 5 de novembro de 2021, substituindo ¿Qué le pasa a mi familia? e sendo substituída por Mi Fortuna es Amarte. É a terceira produção da saga "Vencer".
É protagonizada por Angelique Boyer, Sebastián Rulli, Erika Buenfil, Arantza Ruiz e Ana Paula Martínez, e antagonizada por África Zavala, Horacio Pancheri, Matías Novoa, Roberto Blandón e Leonardo Daniel. Conta com atuações estelares de Ferdinando Valencia, Diego Olivera e Miguel Martínez, além dos primeiros atores Manuel "Flaco" Ibáñez, Leticia Perdigón, Otto Sirgo, Gabriela Rivero, Beatriz Moreno e Carlos Bonavides. Inclui as participações especiais de Dacia González e Claudia Álvarez.

## Exibição
No México
Foi reprisada pelo canal TLNovelas de 17 de maio a 14 de julho de 2023, substituindo Vencer el Desamor e sendo substituída por Amor Bravío às 08h10, com reprise às 17h40.
Na África
Foi exibida pelo TLNovelas de 7 de agosto a 1 de dezembro de 2023, com dublagem em inglês e em português, sendo a dublagem em português feita pela BKS em São Paulo. Substituiu A Dona e foi substituída por Os Ricos Também Choram.

## Enredo
Renata Sánchez Vidal (Angelique Boyer) é uma jovem e notável bióloga molecular com um futuro promissor. Ela tem uma posição invejável em seu trabalho e está prestes a se casar com Alonso Cancino (Horacio Pancheri), seu namorado da faculdade. Mas devido a uma confusão, ela é acusada de namorada infiel e traidora devido a uma publicação, que rapidamente se tornou viral nas redes sociais, na qual ela aparece beijando apaixonadamente um estranho. Este fato tem sérias consequências para Renata: seu casamento é cancelado e ela perde o emprego. Além disso, Alonso questiona sua reputação profissional. Tudo piora quando Renata descobre que Alonso registrou seu valioso projeto de pesquisa com o nome dele. Depois de muitos esforços, Renata conseguiu um emprego no Biogenelab, um laboratório genético de alto nível onde ela acabará projetando um novo kit de DNA. Apesar de lidar constantemente com um ambiente machista, ao qual Alonso também chega, infelizmente, Renata logo ganha o apoio do respeitável Lisandro Mascaró (Leonardo Daniel), dono do Biogenelab. Mas lá ela também conhece Javier (Ferdinando Valencia) e Fabiola Mascaró (África Zavala), os herdeiros de Lisandro, provocando sua inveja e o interesse romântico de Javier. Renata se apaixona, pelo misterioso e atraente Mauro Álvarez (Sebastián Rulli), um recém-chegado ao Biogenelab que não é realmente quem diz ser e cujo objetivo dentro da empresa é vingar o pai dele. No início, Mauro e Renata não se dão bem e ele até vai questionar sua capacidade profissional simplesmente porque ela é uma mulher bonita e não consegue “controlar suas emoções”. 
Carmen Medina (Erika Buenfil) também chega ao Biogenelab, contratada como recepcionista, que deixou sua vida de rica em Puebla, movida pelo escândalo após a publicação de um vídeo explícito de uma das muitas infidelidades cometidas por seu marido, que também a violou. Com Carmen chegam ao México seus filhos Ulises, Oliver e Danna (Ana Paula Martínez) que, após o impacto de ver seus pais se separarem, se vicia em celulares e redes sociais, nas quais inventa uma vida que a trará consequências. Outra funcionária do Biogenelab é Mariluz Blanco (Arantza Ruiz), uma jovem da província que fugiu do linchamento digital depois que seu namorado exibiu fotos íntimas dela na internet. É assim que Renata, Carmen, Mariluz e Danna irão compartilhar laços que as unirão na luta contra o linchamento social que elas próprias sofreram no passado.

## Elenco
- Angelique Boyer - Renata Sánchez Vidal / Alondra Mascaró Martinez
- Sebastián Rulli - Darío Valencia Grimaldi / Mauro Álvarez Llanos
- Erika Buenfil - Carmen Medina de Cruz
- África Zavala - Fabiola Mascaró Zermeño
- Manuel "Flaco" Ibáñez - Camilo Sánchez
- Leticia Perdigón - Sonia Vidal de Sánchez
- Ferdinando Valencia - Javier Mascaró Zermeño
- Horacio Pancheri - Alonso Cancino
- Claudia Álvarez - Ariadna López Hernández de Falcón
- Matías Novoa - Claudio Fonseti
- Diego Olivera - Lucio Tinoco
- Leonardo Daniel - Lisandro Mascaró
- Otto Sirgo - Don Eusebio Valencia
- Dacia González - María "Mary"
- Valentina Buzzurro - Gemma Corona Albarrán
- Arantza Ruiz - Mariluz Blanco Martínez
- Gabriela Rivero - Brenda Zermeño Carranza de Mascaró
- Roberto Blandón - Heriberto Cruz Núñez
- Beatriz Moreno - Doña Efigenia "Efi" Cruz
- Cynthia Alesco - Ana Solís
- Arena Ibarra - Natalia Raitelli
- Luis Curiel - Rodrigo Valencia
- Miguel Martínez - Erik Sánchez Vidal
- Sebastián Poza - Ulises Cruz Medina
- Iván Bronstein - Isidro Roca Benavides
- Alberto Lomnitz - Arturo Valencia Sotomayor
- Andrés Vásquez - Dimitrio "Dimi" Pacheco
- María Prado - Nieves Ochoa
- Ana Paula Martínez - Danna Cruz Medina
- André de Regil - Oliver Cruz Medina
- André Real - Juan Pablo "Juanpa" Tinoco
- Camila Nuñez - Wendy Tinoco
- Carlos Bonavides - Father Antero
- Gabriela Núñez - Zoila Martínez de Blanco
- Ignacio "Nacho" Guadalupe - Gaudencio Blanco
- Andrea Locord - Norma Blanco Martínez
- Elías Toscano - Benito
- Cruz Rendel - Eleazar Tolentino
- Fernando Manzano Moctezuma - José Blanco Martínez
- Ricardo Manuel Gómez - Marco Blanco Martínez
- Alejandra Ley - Yolanda Romero Gómez
- Enrique Madrid Mendoza - Moisés González
- Camila Rivas - Larisa
- Xavier Cervantes - Silvano Fonseti
- Lourdes Munguía - Caridad "Yoaly" Martínez
- Eugenio Montessoro - Norberto Correa
- Clarisa González - Miriam
- María Perroni - Rita Lozano
- Mateo Camacho - Iñaki
- Karina Kleiman - Teresa "Tere"
- José Remis - Samuel "Samy"
- Jade Fraser - Cristina Durán Bracho
- Arcelia Ramírez - Inés Bracho
- Fernanda Borches - Priscila
- Isadora González - Carolina
- Roberto Tello - Esposo de Yolanda
- Jonathan Ontiveros - Regino "Gino" González
- Maya Ricote - Brenda Zermeño Carranza (joven)
- Patricio de Rodas - Lisandro Mascaró (joven)

## Produção
A novela foi anunciada em 12 de janeiro de 2021, confirmando a participação especial de Jade Fraser, Claudia Álvarez e Valentina Buzzurro, protagonistas das novelas anteriores Vencer el miedo e Vencer el desamor. As gravações começaram em 8 de abril de 2021. O elenco foi anunciado 1 por vez através das redes sociais da produtora Rosy Ocampo, confirmando a Angelique Boyer, Erika Buenfil, Arantza Ruiz e Ana Paula Martínez, como as quatro protagonistas femeninas da historia. As gravações se encerraram em 28 de agosto. 
No último capítulo, a produtora Rosy Ocampo confirma a quarta novela da saga 'Vencer', intitulada Vencer la Ausencia, prevista para 2022.

## Audiência
| Horário             | # Eps. | Estreia             | Estreia           | Final                 | Final           | Posição | Temporada | Classificação geral |
| Horário             | # Eps. | Data                | Primeiro capítulo | Data                  | Último capítulo | Posição | Temporada | Classificação geral |
| ------------------- | ------ | ------------------- | ----------------- | --------------------- | --------------- | ------- | --------- | ------------------- |
| Segunda—Sexta 20h30 | 85     | 12 de julho de 2021 | 3.3               | 5 de novembro de 2021 | 4.32            | #1      | 2021      | 3.66                |

Em seu capítulo de estreia a trama foi vista por 3.3 milhões de espectadores. Em seu segundo capítulo a trama cresceu e bateu seu recorde de audiência, sendo vista por 3.5 milhões de espectadores. Em seu terceiro capitulo superou seu recorde e foi vista por 3.6 milhões de espectadores. Em seu décimo quarto capitulo superou seu recorde e foi vista por 3.8 milhões de espectadores.
No episódio exibido no dia 03 de agosto, a trama bateu seu recorde, sendo vista por 3.9 milhões de espectadores. No capítulo do dia 31 de agosto que acontece o primeiro beijo dos protagonistas Renata e Mauro, a trama foi vista por 4 milhões de pessoas, e se tornou a atração mais vista do horário nobre. No capítulo do dia 14 de setembro, bateu um novo recorde, a trama foi vista por mais de 4.15 milhões de pessoas, sendo novamente a atração mais vista no horário nobre. No capítulo do dia 20 de outubro bate um novo recorde de audiência, vista por mais de 4.30 milhões de pessoas. No episódio do dia 21 de outubro, a audiência cresceu mais ainda, sendo vista por 4.40 milhões de espectadores. No penúltimo capítulo exibido no dia 4 de novembro bateu um novo recorde de audiência, visto por mais de 4.70 milhões de pessoas.